# نبردناو بندیتو برین
نبردناو بندیتو برین (به انگلیسی: Italian battleship Benedetto Brin) یک کشتی بود که طول آن ۱۳۸٫۶۵ متر (۴۵۴ فوت ۱۱ اینچ) بود. این کشتی در سال ۱۹۰۵ ساخته شد.